# Houndsditch
Houndsditch est une rue de la cité de Londres qui traverse des parties des quartiers de Portsoken (en) et de Bishopsgate Without.

## Histoire
Un fossé est creusé à l'extérieur du mur défensif de Londinium par les Romains, mais est ensuite comblé. Les Danois sous Cnut le Grand construisent un nouveau fossé urbain pour contrôler l'accès à la ville. Le fossé est alors connu comme un dépotoir pour chiens morts. Une légende raconte aussi que Cnut a trainé le corps du traître anglais Eadric Streona à travers la ville par ses talons, l'a brûlé avec des torches puis décapité et a ensuite jeté le corps par-dessus le mur et dans le fossé où vivaient les chiens affamés, mais, dit la légende, même les chiens sauvages refusent de le manger.
Le fossé est creusé en 1211 dans le cadre des défenses et mesure environ 23 m de largeur. En 1595, le nivellement est envisagé pour la première fois, bien que la rue longeant le fossé ait été pavée pour la première fois en 1503. Le nom Houndsditche apparaît au XIIIe siècle, et semble lié à la quantité d'ordures et de chiens morts qui y sont jetés ; auparavant, il semble n'avoir été désigné que par l'appellation le Fossé. Plusieurs squelettes de chiens ont été déterrés à Houndsditch en 1989.
Au tournant du XXe siècle, la rue devient un marché florissant de vêtements et de nouveautés, donnant naissance à l'un des principaux grands magasins de Londres, le Houndsditch Warehouse, surnommé les « Selfridges du quartier juif ».
En décembre 1910, des anarchistes tuent trois policiers qui les avaient interrompus lors d'une tentative de cambriolage dans une bijouterie au no 119. En janvier 1911, deux membres du gang sont acculés et tués lors du siège de Sidney Street.